# Nicefor I (patriarcha Konstantynopola)
Święty Nicefor I (ur. ok. 758, zm. 2 czerwca 829) – duchowny bizantyński, patriarcha Konstantynopola w latach 806–815, teolog i historyk, święty prawosławny.

## Życiorys
Nicefor urodził się najprawdopodobniej w okresie panowania cesarza Konstantyna V w możnowładczej rodzinie konstantynopolitańskiej. Odebrał staranne wykształcenie. Rozpoczął swoją karierę jako notariusz cesarski. Piastował, podobnie jak jego ojciec, Teodor, wysoki urząd sekretarza cesarskiego. Jako sekretarz uczestniczył w zwołanym przez cesarzową Irenę soborze w Nicei (787). Wkrótce potem zrezygnował ze służby w pałacu cesarskim, założył klasztor na trackim wybrzeżu Bosforu i osiadł w nim. W latach 802–806 prowadził w Konstantynopolu największe w mieście hospicjum dla ubogich.
Po śmierci patriarchy Tarazjusza 12 kwietnia 806, choć był człowiekiem świeckim, został wybrany z woli cesarza Nicefora I (802–811) na stanowisko patriarchy Konstantynopola. Niezgodny z kanonami wybór na stolicę patriarszą spotkał się z ostrym sprzeciwem ortodoksyjnej opozycji, która oczekiwała wyboru na to stanowisko swego przywódcy Teodora Studyty. Cesarz wolał jednak bardziej ugodowego Nicefora, wkrótce zresztą popadł w konflikt ze studytami. Przyczyną konfliktu było zwołanie przez cesarza w 809 r. specjalnego synodu i cofnięcie ekskomuniki nałożonej w 797 r. przez patriarchę Tarazjusza na kapłana Józefa za udzielenie ślubu cesarzowi Konstantynowi VI za życia jego prawowitej żony (tzw. schizma moechiańska). Przywódcy studytów Teodor, Platon i Józef z Tesaloniki, którzy gwałtownie wystąpili zarówno przeciw cesarzowi, jak i patriarsze, zostali wygnani z miasta.
Po śmierci cesarza w bitwie z Bułgarami, patriarcha Nicefor, w sporze pomiędzy synem cesarza Staurakiosem a jego zięciem Michałem Rangabeuszem, poparł tego drugiego i 2 października 811 r., po wcześniejszym przewrocie pałacowym, koronował go na cesarza. Cesarz, radykalniejszy w poglądach religijnych od Nicefora, odwołał studytów z wygnania, a Teodora Studytę uczynił swym głównym doradcą. Konflikt między Niceforem a Studytą trwał przez cały okres panowania Michała I (811–813). Gdy Nicefor doprowadził do zaostrzenia postępowania państwowego przeciw wzmagającej się herezji paulicjan, Teodor, niechętny karze śmierci wobec heretyków gwałtownie się temu sprzeciwił. Po zdobyciu przez Bułgarów bizantyńskiego Deweltu, Nicefor doradzał cesarzowi podjęcie rokowań pokojowych. Ostatecznie cesarz uległ jednak namowom stronnictwa wojennego, któremu przewodził Studyta. W bitwie pod Wersinike, armia cesarska poniosła klęskę. Rangabeusz zmuszony został do abdykacji na rzecz swego generała Leona Armeńczyka (813–820).
Po ustąpieniu zagrożenia bułgarskiego, na wiosnę 814 r. Leon V, upatrując przyczynę klęsk państwa w oddawaniu czci obrazom, powołał zespół pod przewodnictwem Jana Gramatyka i biskupa Syleon Antoniego dla zebrania argumentów przeciw kultowi obrazów. W grudniu 814 r. cesarz wezwał patriarchę Nicefora, by go powiadomić, że obrazy wywołały wzburzenie ludu i poprosić o ustępstwa Kościoła w tej sprawie. Wysłana do cesarza delegacja odmówiła jednak jakichkolwiek rozmów. Po jej powrocie do patriarchatu zorganizowano nocne czuwanie, co cesarz odebrał jako akt wrogości wobec siebie. Doprowadzony do wściekłości polecił zdjąć wizerunek Chrystusa z bramy Chalke. 24 grudnia Nicefor w obecności biskupów i mnichów, którzy przybyli do patriarchatu, skomentował «zbiór ikonoklastyczny» Jana Gramatyka, który tego dnia otrzymał. Zebrani przysięgli bronić ortodoksji. Następnego dnia cesarz przyjął patriarchę wraz z biskupami, doszło do gwałtownej dyskusji, podczas której zebrani biskupi zaatakowali cesarza. Cesarz odczekał jakiś czas, spodziewając się śmierci chorego patriarchy, a gdy ona nie nastąpiła, sprowokował zamieszki przeciw patriarchatowi, sobie wyznaczając bohaterską rolę ocalenia patriarchy z rąk buntowników. Usuniętego patriarchę zesłał do założonego przezeń klasztoru świętego Teodora nad Bosforem. 13 marca uroczyście stwierdził rezygnację patriarchy z urzędu. Po śmierci jego następcy Teodota I Kassiterasa, nowy cesarz Michał II zaproponował Niceforowi odwołanie z zesłania za cenę milczenia. Nicefor nie przyjął tych warunków. Zmarł po 14 latach wygnania, w 829 r.
W 847 r. z inicjatywy patriarchy Metodego I prochy Nicefora zostały przeniesione do cesarskiej stolicy i złożone w cerkwi Świętych Apostołów. Za swe zasługi w walce z ikonklazmem został kanonizowany. Następca patriarchy Metodego, Ignacy opracował obszerny i jednocześnie rozwlekły Żywot Nicefora Patriarchy.

## Twórczość

### Rozprawy teologiczne
Zachowało się kilka dzieł, pisanych przez Nicefora, związanych głównie z tematyką ikonoklastyczną, w których bezkompromisowo polemizowł z obrazoburcami, potępiając niszczenie przedmiotów z wizerunkami Chrystusa, Matki Bożej, aniołów i świętych. Zachowała się niewielka część pism teologicznych Nicefora. Głównym dziełem są Argumenty i kontrargumenty (Élenchos kaj anatropé), będące polemiką z postanowieniami obrazoburczego synodu z 815 r. Nicefor zbija w nim argumenty ikonoklastów, w szczególny sposób interpretujący pisma Ojców Kościoła przeciw kultowi świętych obrazów.
Jeszcze przed wznowieniem kontrowersji, około 814 r. Nicefor napisał tak zwany Apologeticus minor, a w latach 818–820, już na wygnaniu, dwie rozprawy: Kontrargumenty (Antirrhetikòj) w 3 księgach i Apologię większą świętych obrazów (Apologeticus maior pro sacris imaginibus), uznawane za jedną całość. W pierwszej zawarł argumenty czcicieli ikon będące odpowiedzią na zarzuty cesarza Konstantyna V Kopronima, że kult ikon stanowi przejaw balwochwalstwa. W drugiej zbijał poglądy cesarza na temat chrystologii. Apologeticus maior stanowi ważne źródło do poznania poglądów obrazoburców, których pisma zostały później zniszczone, pozwala też na rekonstrukcję traktatu Konstantyna V o cesarzach ikonoklastach.
Zachowały się również komentarze Nicefora do Makarego Wielkiego, Euzebiusza z Cezarei, Grzegorza z Nazjanzu, Nila z Ancyry, Bazylego z Seleucji, którymi posługiwali się ikonoklaści. Problemowi obrazoburstwa było też poświęcone zaginione pismo Przeciw Żydom, katafrygijczykom i manichejczykom. Nicefor prowadził również, co poświadcza jego biograf, patriarcha Ignacy, bogatą działalność epistolograficzną. Z Żywota wiadomo, że pisał listy do papieża Leona III i cesarza Leona V.
Nicefora uważa się też za autora zbioru kanonów i rozporządzeń oraz utworu poetyckiego Rozważania o życiu (Perí diájtes) zadedykowanego Joannikiosowi, prototosowi na Górze Athos.

### Dzieła historyczne
Nicefor jest autorem dwóch dzieł historyczno-kronikarskich. Większe z nich nosi tytuł Zwięzły zarys historii (Ιστορια συντομος, Historía sýntomos, a według Focjusza: Historikòn sýntomon), znany również pod łacińskim tytułem Breviarium Nicefori. Obejmuje ono okres od śmierci cesarza Maurycjusza (602 r.) do uroczystości ślubnych najstarszego syna Konstantego Kopronima, Leona (769), późniejszego cesarza Leona IV. Zwięzły zarys zawiera opisy ważnych wydarzeń historycznych przedstawionych obiektywnie i z dużym krytycyzmem. Autor urozmaica narrację ciekawostkami z życia prywatnego ważnych osobistości, opisem buntów, przewrotów pałacowych, sporów teologicznych. Podaje wiele wartościowych informacji o Awarach i Bułgarach, ich wodzach i wyprawach przeciw Bizancjum; o Słowianach, zwanych przezeń Sklawinami, atakujących posiadłości bizantyńskie nad Morzem Czarnym oraz o Chazarach, z których wywodził się cesarz Leon IV.
Z faktu, że relacje Nicefora i Teofanesa Wyznawcy są niemal jednakowe, z uderzającej zbieżności opisów historycy wnioskują, że obydwaj autorzy opierali się na tych samych, zaginionych później źródłach z VII i VIII wieku, między innymi: Wielkim Kronikarzu i Kronice Trajana Patrycjusza. Nicefor wykorzystał ponadto prace Jana Antiochijczyka, Teofilakta Symokatty, Jerzego Pizydesa oraz Kronikę Wielkanocną. Mimo znacznej wartości historycznej i sporego wysiłku autora w uprzystępnienie swego dzieła, Zwięzły zarys historii nie trafił do szerszej publiczności. Zachował się jedynie w dwóch rękopisach: londyńskim z IX wieku i watykańskim z przełomu XI i XII. Częściowo korzystał z dzieła Nicefora jedynie Jerzy Mnich. Focjusz, który chwali prostotę i jasność wypowiedzi Nicefora, daje jednocześnie trafną diagnozę niepowodzenia pisarza, zarzuca mu bowiem brak ozdób retorycznych, sztuczny, archaizujący język, zbyt wielką zwartość treści i bezpretensjonalną strukturę zdań.
Drugie dzieło Nicefora, noszące tytuł Zwięzła kronika (Chronogrphikòn sýntomon) stanowi zbiór tablic chronologicznych z wykazami królów judejskich, perskich i egipskich z okresu Ptolemeuszów, cesarzy rzymskich i bizantyńskich oraz pięciu patriarchatów ekumenicznych poczynając od Adama, aż do śmierci autora w 829 r. Zwięzła kronika została przerobiona około 850 r., a w 20 lat później została przetłumaczona przez Anastazego Bibliotekarza na łacinę, tworząc wraz z kronikami Synkelosa i Teofanesa Wyznawcy Historię trójdzielną. Nieco wcześniej Kronika Nicefora została przełożona na język starobułgarski. Mimo nikłej wartości historycznej Zwięzła kronika była chętnie czytana w Bizancjum jako podręcznik-kompendium. Zachowała się spora liczba rękopisów, z licznymi wstawkami i uzupełnieniami kopistów. Jeden ze skrybów uzupełnił Kronikę do końca panowania Jana Tzimiskesa (976 r.).

## Przekłady na język polski
- Nikefor Patriarcha, Zwięzły zarys historii (fragment), [w:] Greckie i Łacińskie źródła do najstarszych dziejów Słowian, cz. 1 (do VIII w.), przeł. i oprac. Marian Plezia, Kraków 1952, Prace etnologiczne, t. 3, s. 160–165.